# Sinularia pedunculata
Sinularia pedunculata is een zachte koraalsoort uit de familie Alcyoniidae. De koraalsoort komt uit het geslacht Sinularia. Sinularia pedunculata werd in 1945 voor het eerst wetenschappelijk beschreven door Tixier-Durivault. 